# Juan de la Cosa
Juan de la Cosa (Santoma, ca. 1460 – 1509)  was een Spaanse cartograaf, conquistador en ontdekkingsreiziger. Hij reisde onder meer met Christoffel Columbus en Amerigo Vespucci. Hij was de schipper van het vlaggenschip Santa María, waarmee Columbus aan zijn eerste reis naar het westen begon.

## Zijn reizen
Als schipper van de Santa Maria kwam hij in contact met Columbus. Ze zouden samen 2 reizen ondernemen.
In 1492 vergezelde hij Columbus op diens eerste reis richting Westen. Het doel van hun onderneming was het vinden van een westelijke route naar Azië. Deze expeditie was de eerste die  Amerika herontdekte. 
In 1493 reisden ze opnieuw samen naar het Westen, ditmaal met het schip Marigalante. Het schip was eveneens bezit van de la Cosa. 

## Zijn wereldkaart

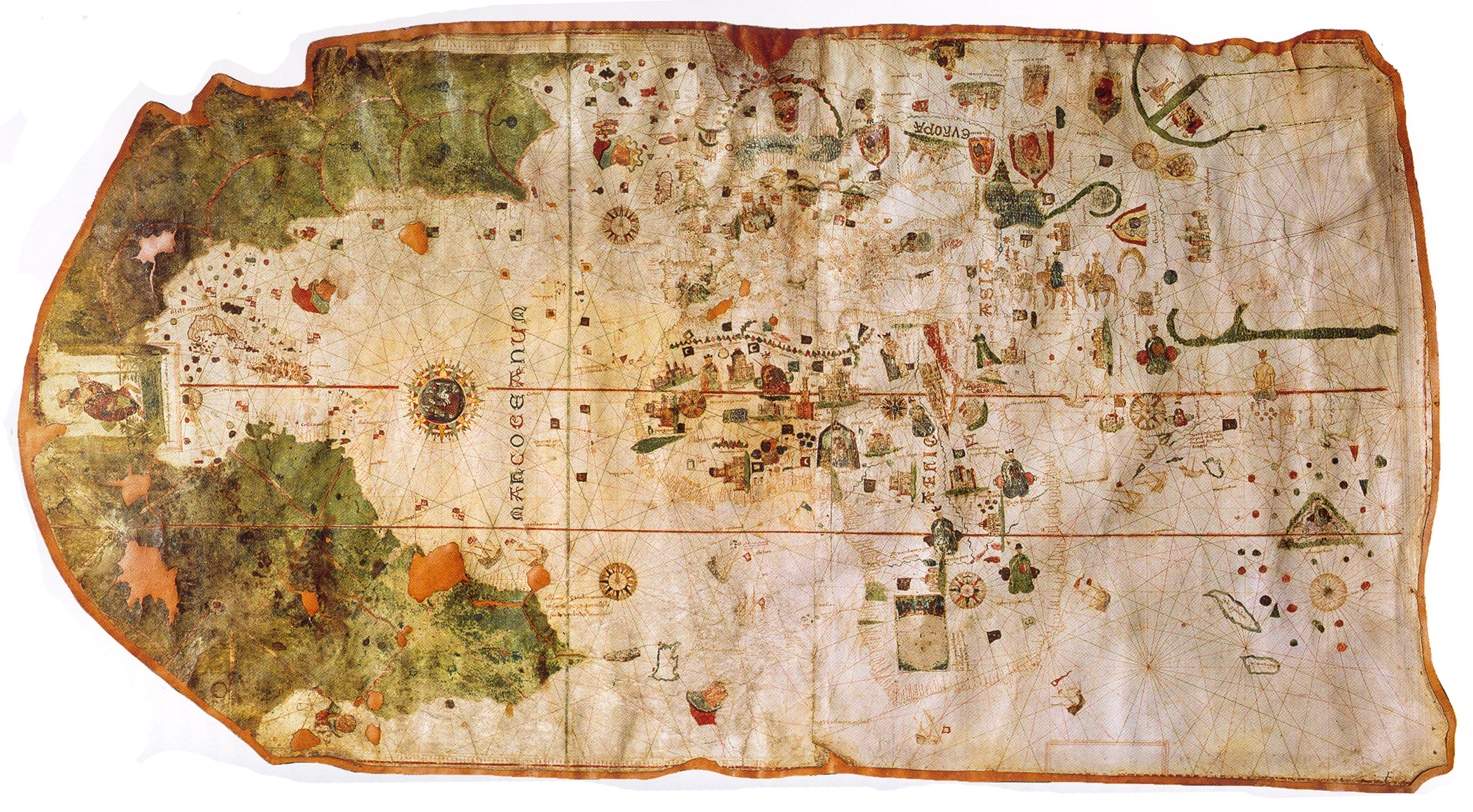
De wereldkaart van Juan de la Cosa

De oudst bekende Europese kaart, waarop de pas ontdekte ‘Nieuwe wereld’ weergegeven wordt, is van zijn hand. Het is niet geweten of hij geloofde of hij een deel van Azië weergaf, of een deel van een tot dan onbekend continent. 
Op de kaart zijn de delen van Amerika die op het einde van de 15de eeuw reeds verkend waren door Spaanse, Portugese en Engelse expedities te zien. De kaart is opgebouwd zoals een portolaankaart.